# Força d'inserció baixa

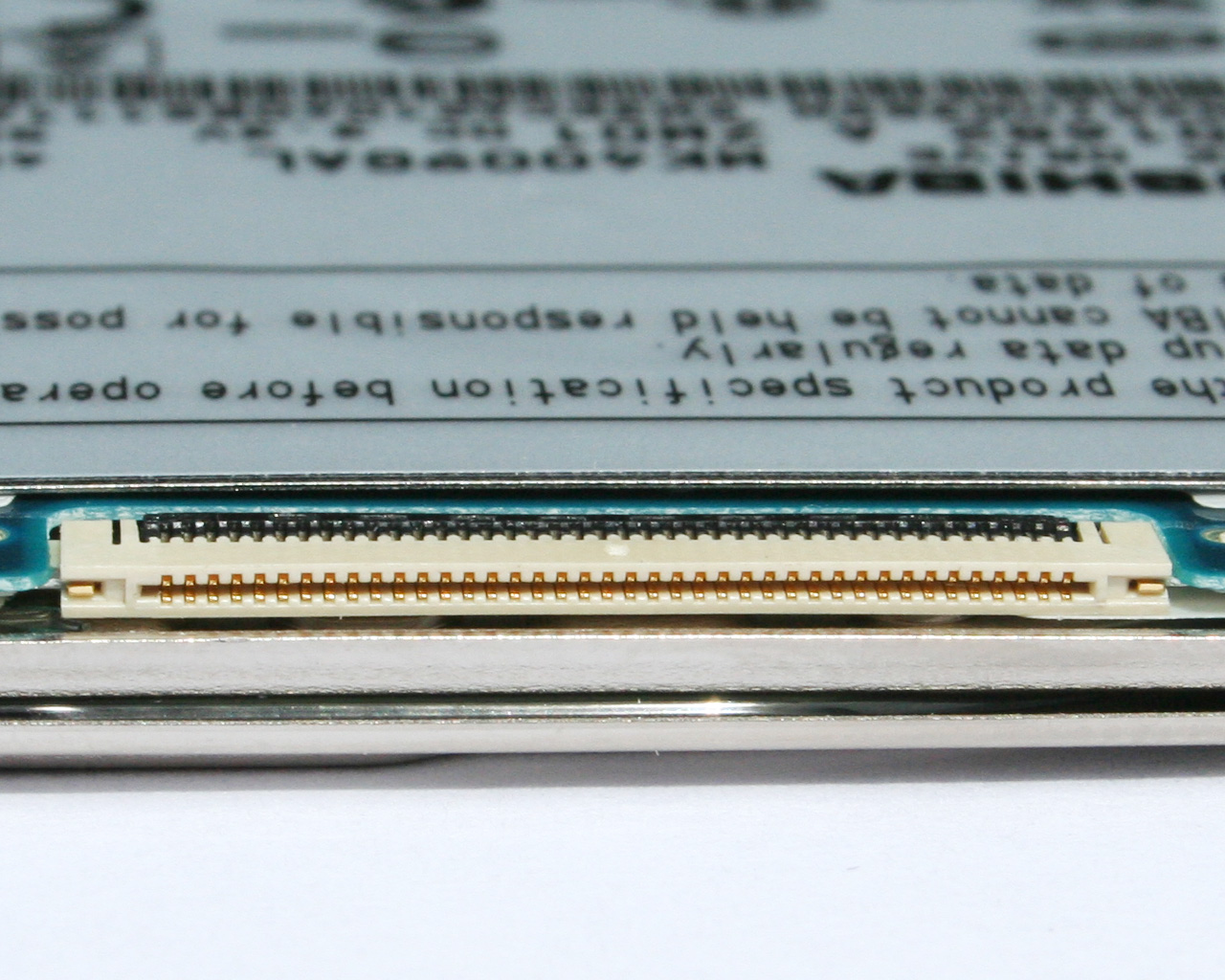
Connector LIF d'una unitat de disc dur d'1,8".

La força d'inserció baixa (LIF) és una tecnologia que s'utilitza en els connectors de circuits integrats dissenyats perquè la força necessària per inserir o treure un encapsulat sigui baixa.
Inicialment, els connectors LIF es van dissenyar com una alternativa més barata en comparació amb els connectors de força d'inserció zero (ZIF), per facilitar la programació i prova d'equips. En comparació amb els endolls IC estàndard, aconsegueixen una menor força de fricció entre els contactes del dispositiu i el sòcol, facilitant la inserció i l'extracció del dispositiu, alhora que elimina la necessitat del complex mecanisme que s'utilitza en els endolls ZIF.

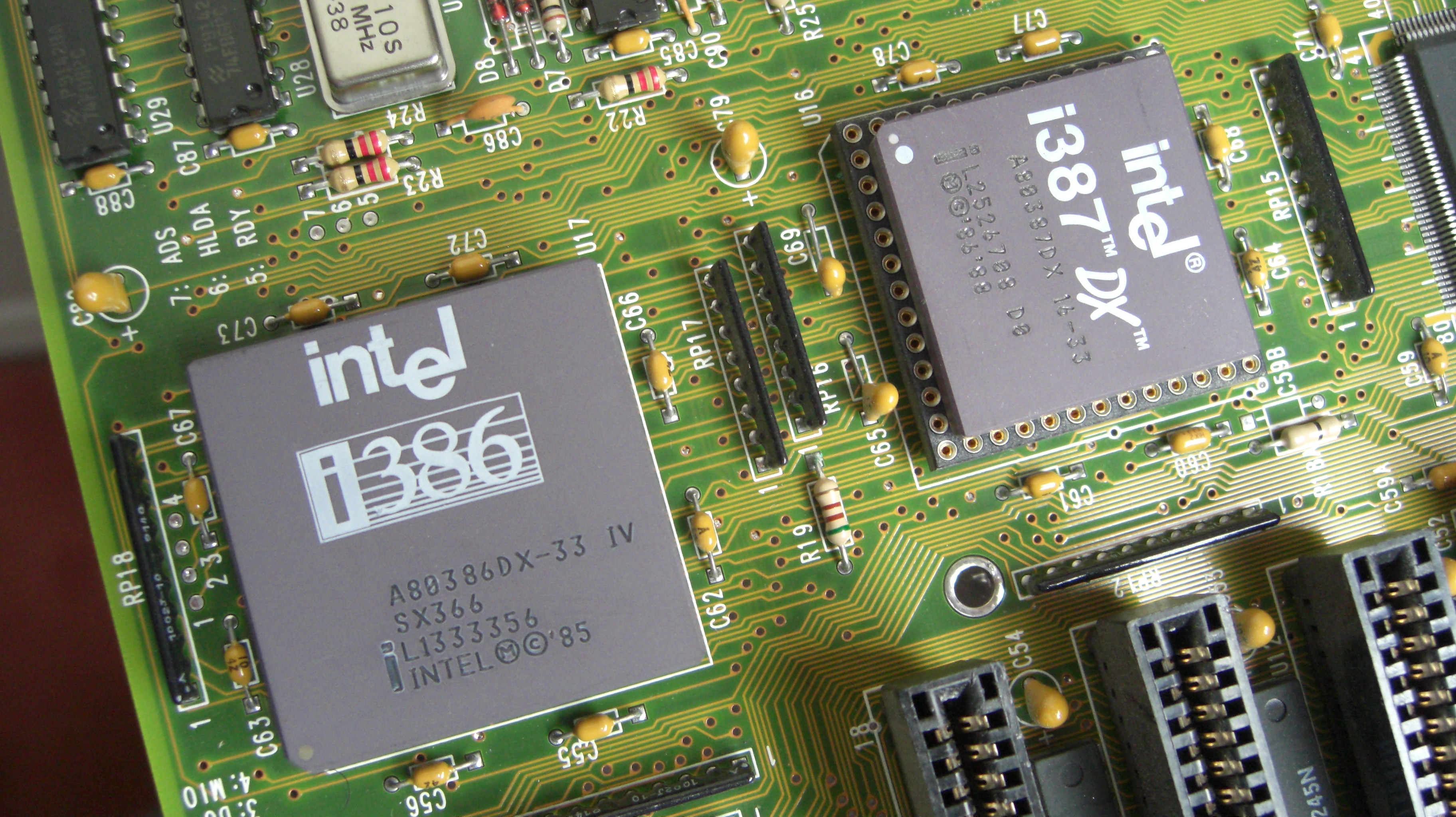
Intel 80386 i 80387 muntats en sòcols LIF.

Els desavantatges dels connectors LIF són que la força d'adherència entre els contactes és menor i els contactes es poden oxidar més ràpidament i disminuir la vida útil del connector. Amb l'arribada dels canvis freqüents en els processadors de PC, va sorgir la necessitat d'aquests sistemes. Intel va introduir el sistema de socket LIF, en què el processador s'insereix al sòcol, en lloc de fixar-se per una palanca. Aquest tipus de sòcol es va utilitzar per a alguns tipus de 386 i primers 486. Aquest tipus de sòcol s'ha substituït pel sòcol ZIF, tot i que els endolls LIF ara s'utilitzen als discs durs moderns d'1,8".